# MTV Movie Awards 2002
Vyhlášení amerických filmových cen MTV 2002 se uskutečnilo 1. června 2002 ve Shrine Auditorium v Los Angeles v Kalifornii. Moderátory ceremoniálu byli Jack Black a Sarah Michelle Gellar. Záznam byl odvysílán 6. června 2002.

## Moderátoři a vystupující

### Moderátoři
- Jack Black
- Sarah Michelle Gellar

### Hudební vystoupení
- Jack Black a Sarah Michelle Gellar – „Movies Kick Ass“
- The White Stripes – „Fell in Love with a Girl“/„Dead Leaves and the Dirty Ground“
- Eminem – „Without Me“
- Kelly Osbourne – „Papa Don't Preach“

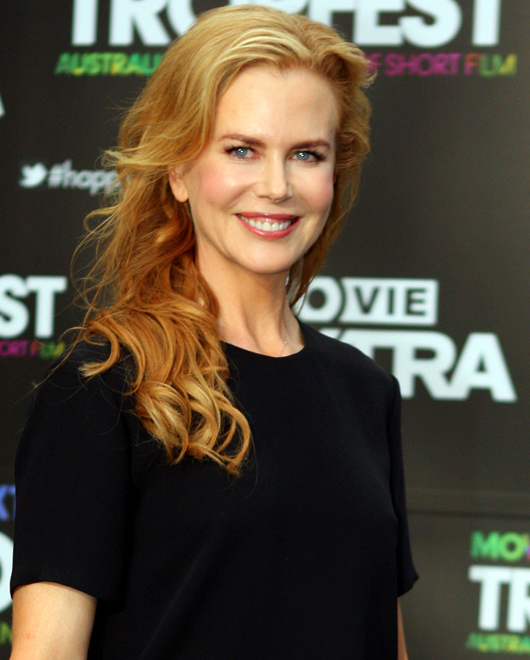
Nicole Kidman, vítězka v kategorii nejlepší herečka a nejlepší hudební scéna

## Nominace a ocenění
| Film roku | Film roku |
| --- | --- |
| Pán prstenů: Společenstvo Prstenu - Černý jestřáb sestřelen - Rychle a zběsile - Pravá blondýnka - Shrek | |
| Nejlepší herec | Nejlepší herečka |
| Will Smith – Ali - Russell Crowe – Čistá duše - Vin Diesel – Rychle a zběsile - Josh Hartnett – Pearl Harbor - Elijah Wood – Pán prstenů: Společenstvo Prstenu | Nicole Kidman – Moulin Rouge! - Kate Beckinsale – Pearl Harbor - Halle Berryová – Ples příšer - Angelina Jolie – Lara Croft – Tomb Raider - Reese Witherspoonová – Pravá blondýnka                                                                            |
| Objev roku: muž | Objev roku: žena |
| Orlando Bloom – Pán prstenů: Společenstvo Prstenu - DMX – Lovec policajtů - Colin Hanks – Orange County - Daniel Radcliffe – Harry Potter a Kámen mudrců - Paul Walker – Rychle a zběsile | Mandy Moore – Dlouhá cesta - Britney Spears – Crossroads - Penélope Cruz – Kokain - Anne Hathawayová – Deník princezny - Shannyn Sossamon – Příběh rytíře |
| Nejlepší tým | Nejlepší zloduch |
| Vin Diesel a Paul Walker – Rychle a zběsile - Casey Affleck, Scott Caan, Don Cheadle, George Clooney, Matt Damon, Elliott Gould, Eddie Jemison, Bernie Mac, Brad Pitt, Shaobo Qin a Carl Reiner – Dannyho parťáci - Jackie Chan a Chris Tucker – Křižovatka smrti 2 - Cameron Diaz, Eddie Murphy a Mike Myers – Shrek - Ben Stiller a Owen Wilson – Zoolander | Denzel Washington – Training Day - Aaliyah – Královna prokletých - Christopher Lee – Pán prstenů: Společenstvo Prstenu - Tim Roth – Planeta opic - Čang C'-lin – Křižovatka smrti 2                                                                           |
| Nejlepší komediální výkon | Nejlepší polibek |
| Reese Witherspoonová – – Pravá blondýnka - Eddie Murphy – Shrek - Mike Myers – Shrek - Seann William Scott – Prci, prci, prcičky 2 - Chris Tucker – Křižovatka smrti 2 | Jason Biggs a Seann William Scott – Prci, prci, prcičky 2 - Nicole Kidman a Ewan McGregor – Moulin Rouge! - Mia Kirshner a Beverly Polcyn – Bulšit - Heath Ledger a Shannyn Sossamon – Příběh rytíře - Renée Zellweger a Colin Firth – Deník Bridget Jonesové |
| Nejlepší hudební scéna | Nejlepší věta |
| Nicole Kidman a Ewan McGregor – „Elephant Love Medley“ (Moulin Rouge!) - Heath Ledger a Shannyn Sossamon – “Golden Years“ (Příběh rytíře) - Chris Tucker – “Don't Stop 'Til You Get Enough“ (Křižovatka smrti 2) - Nicole Kidman – “Sparkling Diamonds“ (Moulin Rouge!)                                                                                       | Reese Witherspoonová (Pravá blondýnka) - Denzel Washington (Training Day) - Jaime Pressly (Bulšit) - Ben Stiller (Zoolander) - Thora Birch (Přízračný svět) - Jason Biggs (Prci, prci, prcičky 2)                                                             |
| Nejlepší akční scéna | Nejlepší souboj |
| Napadení – Pearl Harbor - Nehoda první helikoptéry – Černý jestřáb sestřelen - Poslední závod – Rychle a zběsile - Souboj – Pán prstenů: Společenstvo Prstenu | Jackie Chan a Chris Tucker vs. Hong Kong Gang – Křižovatka smrti 2 - Angelina Jolie vs. Robot – Lara Croft – Tomb Raider - Christopher Lee vs. Ian McKellen – Pán prstenů: Společenstvo Prstenu - Jet Li vs. on sám – Jedinečný                               |
| Nejlepší cameo | Nejlépe oblečeni |
| Snoop Dogg – Training Day - Charlton Heston – Planeta opic - David Bowie – Zoolander - Dustin Diamond – Ranaři - Kylie Minogue – Moulin Rouge! - Molly Ringwald – Bulšit | Reese Witherspoonová – Pravá blondýnka - Britney Spears – Crossroads - Thora Birch – Přízračný svět - George Clooney – Dannyho parťáci - Will Ferrell – Zoolander - Ben Stiller – Zoolander                                                                   |
| Nejlepší nový filmař | |
| Christopher Nolan – Memento | |